# Nesticus georgia
Espèce
Nesticus georgia est une espèce d'araignées aranéomorphes de la famille des Nesticidae.

## Distribution
Cette espèce est endémique de Géorgie aux États-Unis,. Elle se rencontre dans le comté de Dade dans les grottes Sitton's Cave et Case Caverns.

## Description
Le mâle holotype mesure 3,15 mm et la femelle paratype 3,75 mm. Les yeux sont très réduits.

## Étymologie
Son nom d'espèce lui a été donné en référence au lieu de sa découverte, la Géorgie.

## Publication originale
- Gertsch, 1984 : The spider family Nesticidae (Araneae) in North America, Central America, and the West Indies. Bulletin of the Texas Memorial Museum, vol. 31, p. 1-91 (texte intégral).